# Constantin Tănase
Constantin Tănase (5 de julio de 1880 - 29 de agosto de 1945) fue un actor y escritor teatral de nacionalidad rumana, una figura clave en el teatro de revista de su país.

## Biografía
Tănase nació en el seno de una familia de clase trabajadora en Vaslui, Rumanía. Estudiante sin dotes excepcionales (aunque aparentemente aprendió correctamente la lengua alemana), su primer contacto con el teatro tuvo lugar acudiendo como espectador a obras representadas en el jardín "Pârjoala", pudiendo ver teatro popular y a actores como Zaharia Burienescu y I.D. Ionescu. Esta experiencia le inspiró para iniciar un grupo teatral de aficionados con sus amigos, representando escenas de obras como Meşterul Manole, Căpitanul Valter Mărăcineanu y Constantin Brâncoveanu en escenarios montados en un granero.

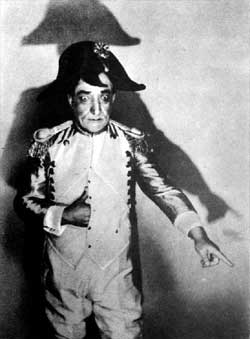
Constantin Tănase interpretando a Napoleón

Su primera experiencia profesional como actor fue en el grupo teatral en yiddish de Mordechai Segalescu, que precisaba un intérprete para una representación en Vaslui, y escogió al joven Tănase. En 1896 completó sus estudios secundarios y, a pesar de su intención de hacerse actor, siguiendo los deseos de sus padres ingresó en la Escuela Militar de Iaşi, aunque su rebelde conducta hizo que rápidamente fuera expulsado. Posteriormente fue a Brăila, donde durante un breve tiempo siguió estudios en la Escuela "Nicolae Bălcescu", la cual dejó por falta de fondos.
En Brăila conoció al maestro y escritor Ion Adam, que sugirió a Tănase, de 18 años de edad, que le sustituyera dando clases en Rahova, ya que Adam debía impartir unos cursos en Bélgica. Aunque cumplió bien con su trabajo, tuvo roces con su superior y con otros profesores. Con el apoyo de Adam consiguió otra puesto de maestro en Hârşoveni, donde enseñaba el poeta Alexandru Vlahuţă. Tănase desarrolló pronto su propio sistema de enseñanza, dando un papel central a la música y a la gimnasia, con lo cual conseguía que nuevos estudiantes fueran a la escuela. También involucraba a los padres de los alumnos para hacer salidas escolares en las que solía enseñar historia y geografía. Aunque se hizo una figura generalmente estimada, el notario local y algunos abogados desaprobaban sus métodos, por lo cual finalmente fue despedido.
Sin trabajo, el 14 de octubre de 1899 fue a Bucarest, donde ingresó voluntariamente en una unidad militar, el primer Regimiento de Ingenieros. Finalizado su servicio, empezó a trabajar en el teatro, y en 1917 se casó con Virginia Niculescu. 
En Bucarest fundó en 1919 el grupo teatral "Cărăbuş". En el transcurso de 20 años fundó una tradición de teatro de humor del género del cabaret y revista que todavía continúa hoy en día en Rumanía, y cuyo centro es el Teatro Revista "Constantin Tănase", antigua sede de "Cărăbuş", en Bucarest. Con el "Cărăbuş" Tănase lanzó la carrera de numerosos artistas, destacando de entre ellos Maria Tănase y Horia Şerbănescu. "Cărăbuş" viajó en gira frecuentemente por Rumanía y en una ocasión por Turquía. Además, Tănase también actuó en París. 
Según fuentes oficiales, Constantin Tănase falleció a causa de las complicaciones de una amigdalitis el 29 de agosto de 1945 en Bucarest. Sin embargo, se rumoreó que fue muerto durante la ocupación soviética de Rumania. Tănase todavía actuaba en Bucarest un año después de la llegada de los rusos, y habría sido asesinado por satirizar el hábito de los soldados del Ejército Rojo de requisar todas las propiedades personales a la vista, en particular los relojes de los ciudadanos. Tănase incluso escribió un verso sobre ello. Tras varias actuaciones fue arrestado y amenazado de muerte. Sin embargo, Tănase no fue intimidado, y en su siguiente show hizo una burla todavía mayor sobre el robo de los relojes. Dos días después estaba muerto. Constantin Tănase fue enterrado en el Cementerio Bellu, en Bucarest.

## Filmografía
- Peripiţiile călătoriei lui Rigadin de la Paris la Bucureşti (1924)
- Visul lui Tănase (1932)
- Răbdare Tănase! (1943)